# 聖克魯斯/格拉西奧薩灣/盧奧瓦機場
聖克魯斯/格拉西奧薩灣/盧奧瓦機場是一個位於所羅門群島之民用機場，服務聖克魯斯/格拉西奧薩灣/盧奧瓦之居民(IATA代碼：SCZ，ICAO代碼：AGGL)。

## 航空公司及目的地
| 航空公司   | 目的地   |
| ---------- | -------- |
| 所羅門航空 | 吉拉吉拉 |

## 外部連結
- 所羅門航空航線